# José Pintos Saldanha
José Luis Pintos Saldaña (także Pintos Saldanha lub Pintos) (25 marca 1964) – piłkarz urugwajski noszący przydomek Chango, obrońca, prawy pomocnik. Wzrost 172 cm, waga 69 kg.
Pintos Saldaña karierę zawodowego piłkarza rozpoczął w 1984 roku w klubie Club Nacional de Football. Jako gracz Nacionalu wziął udział w turnieju Copa América 1987, gdzie Urugwaj obronił tytuł mistrza Ameryki Południowej. Pintos Saldaña zagrał w obu meczach – półfinałowym z Argentyną i finałowym z Chile. W następnym roku sięgnął po największe sukcesy w światowym futbolu klubowym – wraz z Nacionalem zwyciężył w turnieju Copa Libertadores 1988 oraz zdobył klubowy Puchar Świata. Pintos Saldaña był w kadrze reprezentacji Urugwaju podczas turnieju Copa América 1989, gdzie Urugwaj zdobył tytuł wicemistrza Ameryki Południowej, jednak nie wystąpił w żadnym spotkaniu.
Wziął udział w finałach mistrzostw świata w 1990 roku, gdzie Urugwaj dotarł do 1/8 finału. Zagrał tylko w jednym meczu – z Włochami. W turnieju Copa América 1991 Urugwaj nie zdołał awansować do fazy finałowej, a Pintos Saldaña zagrał tylko w pierwszym meczu z Boliwią. W 1992 razem z Nacionalem zdobył swój jedyny tytuł mistrza Urugwaju.
W Nacionalu Pintos Saldaña spędził aż 10 lat, po czym przeniósł się do Progreso Montevideo, gdzie w 1995 zakończył karierę.
Od 23 czerwca 1987 do 7 lipca 1991 Pintos Saldaña rozegrał w reprezentacji Urugwaju 12 meczów.